# Helmut Pielasch
Helmut Pielasch (* 24. März 1917 in Gelsenkirchen; † 28. April 1986 in Berlin) war von 1957 bis 1986 Präsident des Blinden- und Sehschwachen-Verbandes (BSV) der DDR.

## Leben
Pielasch, Sohn eines Bergmanns, wuchs in Lyssewen  (Masuren) auf. Nach dem Besuch der Volksschule erhielt er eine Ausbildung zum Stellmacher und Karosseriewagenbauer und war danach im Beruf tätig. Im Jahr 1936 wurde er zum RAD und 1938 zur Wehrmacht eingezogen. Während des Zweiten Weltkriegs erlitt er 1941 einen Kopfschuss und erblindete. Nach einer blindentechnischen Ausbildung an der Silex-Handelsschule war er bis März 1945 an einer Heeres-Fachschule für Verwundete.
Das Kriegsende erlebte er in der Sowjetischen Besatzungszone. Von  November 1945 bis September 1953 arbeitete er als Leiter der Abteilung Sozialwesen beim Landratsamt Grevesmühlen. Er wurde 1946 Mitglied des FDGB, der KPD bzw. der SED. 1953/54 wirkte er als Direktor der Landesblindenanstalt Neukloster (Nachfolger von Ernst Puchmüller) und absolvierte ein Fernstudium zum Unterstufenlehrer am Institut für Lehrerbildung in Neukloster. Anschließend war er bis 1972 als Hauptreferent für Schwerbeschädigtenfragen im Ministerium für Arbeit und Berufsausbildung bzw. im Ministerium für Gesundheitswesen der DDR.
Pielasch war an der Gründung des Blindenverbandes in der DDR beteiligt und war ab 1957 zunächst ehrenamtlich und ab 1972 hauptamtlich Präsident des Allgemeinen Deutschen Blindenverbandes (ADBV) bzw. des Blinden- und Sehschwachen-Verbandes der DDR (BSV). Ab 1958 war er Mitglied des Nationalrates der Nationalen Front der DDR. Ein Fernstudium an der Deutschen Akademie für Staats- und Rechtswissenschaft von 1961 bis 1964 beendete er als Diplom-Staatswissenschaftler. Im Jahr 1967 wurde er an der Hochschule für Ökonomie Berlin zum Dr. rer. oec. und 1969 an der Karl-Marx-Universität Leipzig zum Dr. phil. promoviert.
Von 1967 bis 1986 war er Mitglied des Exekutivkomitees des Weltrates für die Blindenwohlfahrt (WCWB) und ab Mai 1972 Generalsekretär bzw. ab 1979 Vizepräsident seines Europäischen Regionalkomitees (ERK). Ab 1971 war er Vizepräsident des Deutschen Verbandes für Versehrtensport. Er war Mitinitiator der Weltorganisation des Blindensports (IBSA) und von 1981 bis 1985 ihr Präsident.
Pielasch schied im April 1986 im Alter von 69 Jahren freiwillig aus dem Leben.

## Auszeichnungen
- 1967 Vaterländischer Verdienstorden in Bronze und 1977 in Silber
- 1981 Louis-Braille-Medaille
- 1982 Orden Banner der Arbeit Stufe I

## Schriften
- Geschichte des Blindenwesens in Deutschland und in der DDR, Leipzig 1972 (zus. mit M. Jaedicke).
- Das Recht der Sehgeschädigten in der DDR, Leipzig 1988 (Hrsg.).